# TortoiseCVS
TortoiseCVS는 GNU 일반 공중 사용 허가서로 출시되는 마이크로소프트 윈도우용 CVS 클라이언트이다. 대부분의 CVS 도구와 달리 파일 탐색기의 콘텍스트 메뉴에 항목들을 추가함으로써 윈도우의 셸에 자체 포함되며, 이 까닭에 전용 창 안에 실행되지 않는다. 게다가 CVS에 의해 제어되는 파일과 디렉터리에 아이콘을 추가함으로써 완전히 독립된 응용 프로그램을 수행하지 않더라도 사용자에게 추가 정보를 제공할 수 있다.
이 이름은 등딱지의 영어 낱말 터틀 셸(turtle shell)과 컴퓨팅에서 언급되는 셸(shell) 단어의 말장난이다. 로고의 거북이는 Charlie Vernon Smythe(CVS)로 호칭된다.
이 프로젝트는 Francis Irving이 크리에이처 랩스의 직원으로 있으면서 자신의 동료들에게 CVS에 더 나은 인터페이스를 제공하기 위해 시작된 것이다. 코드 중 일부는 WinCVS와 CVSNT로부터 가져왔다. 최초 릴리스는 2000년 8월 4일에 있었다.

## 비평
TortoiseCVS는 CVS 서버와 통신할 때 대부분의 CVS 작업에 무조건 "-c" 매개변수를 추가한다. 이 경우 CVSNT가 아닌 표준 서버들이 이 인수를 인식하지 못해 실패할 수 있다.

## 포팅 및 포크
- TortoiseSVN
- TortoiseDarcs
- Bazaar (소프트웨어)
- TortoiseHg
- TortoiseGit
- git-cheetah
- Dubbelbock TFS